# Dikhil (regio)
Dikhil is de grootste van de regio's van Djibouti en beslaat het zuidwestelijke deel van het land. Dikhil meet 7800 vierkante kilometer en heeft het gelijknamige Dikhil als hoofdstad. In juli 2002 werd een deel van het grondgebied van Dikhil gebruikt voor de creatie van de nieuwe regio Arta. In het zuidwesten van Dikhil ligt een deel van het Abbemeer dat verder grotendeels in buurland Ethiopië ligt. In het noordoosten raakt de regio ook aan het Assalmeer.

## Grenzen
Als zuidwestelijk gelegen regio grenst Dikhil aan twee regio's van buurland Ethiopië:
- Somali ten zuiden.
- Afar ten westen.

De regio heeft verder drie regionale grenzen:
- Met Tadjourah in het noorden.
- Met Arta in het noordoosten.
- Met Ali Sabieh in het oosten.